# Bloc National
Het Bloc National (Nederlands: Nationaal Blok) was een samenwerkingsverband van centrum- en rechtse partijen ten tijde van de Derde Franse Republiek.
Het Bloc National stond aanvankelijk onder leiding van president Raymond Poincaré en won de parlementsverkiezingen van 1919. Raymond Poincaré was zeer tegen Duitsland. De rechtse regering met het Bloc National zette zich voor de slachtoffers van de Eerste Wereldoorlog in en deed later aan de Ruhrbezetting mee. Die bezetting werd door Amerikaanse en Engelse tegenwerking geen succes.
Een coalitie van radicalen en socialisten, het Cartel des Gauches won de parlementsverkiezingen van 1924. Hierdoor moesten president Alexandre Millerand en premier Frédéric François-Marsal aftreden.